# Уругваяна
Уругваяна (порт. Uruguaiana) — муниципалитет в Бразилии, входит в штат Риу-Гранди-ду-Сул. Составная часть мезорегиона Юго-запад штата Риу-Гранди-ду-Сул. Входит в экономико-статистический микрорегион Кампанья-Осидентал. Население составляет 123 781 человек на 2007 год. Занимает площадь 5 715,782 км². Плотность населения — 23,9 чел./км².

## История
Город основан 24 февраля 1843 года.

## Статистика
- Валовой внутренний продукт на 2004 составляет 1.288.237.000,00 реалов (данные: Бразильский институт географии и статистики).
- Валовой внутренний продукт на душу населения на 2004 составляет 9.651,00 реалов (данные: Бразильский институт географии и статистики).
- Индекс развития человеческого потенциала на 2000 составляет 0,788 (данные: Программа развития ООН).

## География
Климат местности: субтропический.